# هات‌لاین میامی ۲: شماره اشتباه
هات‌لاین میامی ۲: شماره اشتباه (انگلیسی: Hotline Miami 2: Wrong Number) یک بازی ویدئویی تاپ داون شوتر می‌باشد که توسط دناتون گیمز و ابسترکشن گیمز طراحی و توسط دیوولور دیجیتال منتشر شده‌است. این بازی، قبل، حین و بعد از وقایع هاتلاین میامی اتفاق می‌افتد، با تمرکز بر داستان قهرمان قبلی، جکت، پس از کشتن بخش‌هایی از مافیای روسی به دستور اطلاعات ناشناس به جا مانده از طرف پیام‌گیر او. این بازی همچنین به شدت برروی داستان شخصیت‌های دیگر متمرکز شده‌است.
این بازی در ۱۰ مارس ۲۰۱۵ برای مایکروسافت ویندوز، اواس ایکس و لینوکس در سراسر جهان منتشر شد. در آمریکای شمالی، نسخه‌های پلی‌استیشن ۳، پلی‌استیشن ۴ و پلی‌استیشن ویتا در همان روز، یک روز بعد در اروپا و در ۲۵ ژوئن همان سال در ژاپن منتشر شدند. یک پورت اندروید در ۴ اوت همان سال منتشر شد. این بازی در ۱۹ اون ۲۰۱۹ به همراه اولین بازی در هات‌لاین میامی کالکشن بر روی نینتندو سوئیچ پورت شد، که بعداً در ۷ آوریل و ۲۲ سپتامبر برای اکس‌باکس وان و استادیا در سال ۲۰۲۰ منتشر شد.